# Ру, Гюстав
Гюстав Ру (фр. Gustave Roud; 20 апреля 1897, Сен-Леже, Во, Швейцария — 10 ноября 1976, Мудон, Во, Швейцария) — швейцарский поэт, писал на французском языке.

## Биография
Родился и провёл детство на ферме. Изучал классическую филологию в Лозаннском университете. Дебютировал в 1915 году. Увлекался фотографией.

## Творчество
Стихи и поэтическая проза Гюстава Ру связаны с природой кантона Во, в котором он вместе с сестрой прожил всю жизнь, с сельским укладом, говоря заглавием одной из его книг — с «поисками земного рая». Он — наследник немецких романтиков, не случайно в его переводах были опубликованы стихи Новалиса, Гёльдерлина, Рильке, Тракля. Старший друг и наставник Филиппа Жакоте, чрезвычайно авторитетная фигура в швейцарской франкоязычной словесности. В 1967 году был удостоен Премии Лозанны.

## Произведения
- Adieu (1927, переизд. 1944, 1997)
- Feuillets (1929)
- Essai pour un paradis (1932, переизд. 1984)
- Petit traité de la marche en plaine suivie de lettres, dialogues et morceaux (1932, переизд. 1984)
- Pour un moissonneur (1941)
- Air de la solitude (1945, переизд. 1988, 1995)
- Haut-Jorat (1949)
- Ecrits I—II (1950)
- Le Repos du cavalier (1958)
- Requiem (1967, переизд. 1997)
- Campagne perdue (1972, переизд. 1995)

## Сводные издания
- Ecrits. I—III. — Lausanne: Bibliothèque des Arts, 1978.
- Salut à quelques peintres. / Ed. Philippe Jaccottet. — Lausanne: Bibliothèque des Arts, 1999.
- Philippe Jaccottet — Gustave Roud, Correspondance 1942—1976. / Ed. José-Flore Tappy. — Paris: Gallimard, 2002.
- Journal, Carnets, cahiers et feuillets, 1916—1971/ Ed. Anne-Lise Delacrétaz, Claire Jaquier. — Moudon: Empreintes, 2004.